# Clifford Mollison
Clifford Mollison (30 de março de 1897 — 4 de junho de 1986) foi um ator britânico de cinema e televisão. Ele foi casado com a atriz Avril Wheatley. Seu irmão mais novo era o ator Henry Mollison.

## Filmografia selecionada
- The Lucky Number (1932)
- A Southern Maid (1933)
- Freedom of the Seas (1934)
- Give Her a Ring (1934)
- Royal Cavalcade (1935)
- Blind Folly (1940)
- Scrooge (1951)
- The Baby and the Battleship (1956)
- Mary Had a Little... (1961)
- The V.I.P.s (1963)
- Oh! What a Lovely War (1969)
- That's Your Funeral (1972)
- Love Thy Neighbour (1973)